# Моріс Піон
Моріс Піон (фр. Maurice Pion; 11 вересня 1801, Париж — 14 лютого 1869, Варшава) — французький артист балету, керівник Варшавського балету і директор Варшавської балетної школи, директор мандрівної балетної трупи.

## Життєпис

### Театральна кар'єра
Він розпочав свою кар'єру в театрі «Амбіґю» (фр. Ambigu) в Парижі. У 1818 році прибув до Варшави з групою французьких танцюристів, а потім (до 1825) був першим танцюристом Варшавського балету. У 1823 році разом з Юлією Мержинською працював над виставою «Весілля в Ойцові» (пол. Wesele w Ojcowie) як балетмейстер. Після річного перебування в Парижі (1825—1826) повернувся до Варшави і був призначений директором Варшавського балету та керівником балетної школи. У 1843 році організував власну балетну трупу, з якою гастролював у різних містах: Вільно, Мінську, Каліші, Могильові, Києві, Кишиневі, Одесі, Житомирі та Харкові. У 1847 році він почав співпрацювати з Каєтаном Новинським. Від 1852 року постійним місцем перебування трупи став Київ.
Зіграв кілька ролей. Піон ставив балети, в яких також танцював.

### Педагогічна діяльність
У 1833 році, вже як керівник балетної школи, відряджений керівництвом Варшавських урядових театрів до Парижа, протягом пів року навчався методики викладання в місцевому оперному театрі. Після повернення він запровадив у школі сучасні методи викладання, які відтоді використовуються вже кілька десятиліть. До групи його учнів, з якими він організував вистави на основі репертуару європейських балетних новинок, належали: Євгенія Косс, Констанція Турчинович, Теодора Ґвоздецька, Кароліна Вендт, Юлія Травна, Антоній Тарновський, Александр Тарновський та Фелікс Кшесінський. З 1834 року він також давав уроки танців в Александрійсько-Марійському інституті шляхетних дівчат у Варшаві.
У 1851—1855 роках у Києві: керівник хореографічної трупи при Київському міському театрі, а також організатор хореографічної школи. Згодом повернувся до Варшави, де працював викладачем балетної школи між 1861 і 1864 роками.

### Сім'я
Його сестрою була актриса і танцівниця Євгенія Косс. У 1824 році він одружився з Александрою Антоніною, уродженою Будзинською. Їхні діти Адель, Адольф Станіслав, Корнелія та Владислав Станіслав також були професійно пов'язані з театром.

### Поховання
Похований на Повонзківському цвинтарі. Похорон відбувся 17 лютого 1869 року.